# Camponotus spinolae
Camponotus spinolae är en myrart som beskrevs av Julius Roger 1863. Camponotus spinolae ingår i släktet hästmyror, och familjen myror. Inga underarter finns listade.